# Leptodactylus lithonaetes
Espèce
Statut de conservation UICN

 LC  : Préoccupation mineure
Leptodactylus lithonaetes est une espèce d'amphibiens de la famille des Leptodactylidae.

## Répartition
Cette espèce se rencontre  :
- dans l'est de la Colombie dans les départements de Vaupés, de Vichada, de Guainía et d'Amazonas ;
- dans le sud du Venezuela dans les États d'Amazonas, d'Apure et de Bolívar.

## Étymologie
Le nom spécifique lithonaetes vient du grec lithos, la roche, la pierre, et de naetes, l'habitant, en référence à l'habitat de cette espèce.

## Publication originale
- Heyer, 1995 : South American rocky habitat Leptodactylus (Amphibia:  Anura:  Leptodactylidae) with description of two new species. Proceedings of the Biological Society of Washington, vol. 108, p. 695-716 (texte intégral).